# Choketawee Promrut
Choketawee Promrut (Phang Nga, 16 marzo 1975) è un allenatore di calcio ed ex calciatore thailandese, di ruolo difensore, vice-allenatore del Port.

## Caratteristiche tecniche
Difensore centrale, poteva essere schierato anche come libero o come centrocampista difensivo.

## Carriera

### Giocatore

#### Club
Ha cominciato a giocare nel BEC Tero Sasana. Nel 1994 è stato acquistato dal Thai Farmers Bank. Nel 2001 ha militato al Gombak Utd. Nel 2002 è passato al Tanjong Pagar Utd. Nel 2003, dopo essere passato in prestito al Bangkok Christian College, è tornato al Tanjong Pagar Utd. Nel 2004 si è trasferito al Tampines Rovers. Nel 2005 è stato ceduto a titolo temporaneo all'HAGL. Nel 2006 è tornato al Tampines Rovers. Nel 2007 è stato acquistato acquistato dal Johor Darul Ta'zim. Nel 2008 è passato al Buriram PEA. Nel 2009 ha firmato un contratto con il Customs United. Nel 2010 è passato al Nonthaburi, con cui ha concluso la propria carriera da calciatore.

#### Nazionale
Ha debuttato in Nazionale nel 1997. Ha partecipato, con la Nazionale, alla Coppa d'Asia 2000 e alla Coppa d'Asia 2004. Ha collezionato in totale, con la maglia della Nazionale, 72 presenze e 4 reti.

### Allenatore
Ha cominciato la propria carriera da allenatore nel 2013, guidando ad interim il BEC Tero Sasana. Nel 2014 diventa vice del commissario tecnico della Nazionale thailandese. Nel maggio 2015 viene nominato c.t. della Nazionale Under-23 thailandese. Nel gennaio 2016 firma un contratto con l'Udon Thani. Nel gennaio 2017 diventa tecnico del Dome. Nell'aprile 2017 firma un contratto con il Chiangmai. Il 18 dicembre 2018 diventa vice c.t. della Nazionale thailandese. Il 21 luglio 2019 diventa tecnico del Port.

## Palmarès

### Giocatore

#### Club

##### Competizioni nazionali
- Thai League 1: 2

Thai Farmers Bank: 1995, 2008
- Coppa della Regina (Thailandia): 1

Thai Farmers Bank: 1999
- Campionato di calcio di Singapore: 1

Tampines Rovers: 2004
- Coppa di Lega di Singapore: 2

Tampines Rovers: 2004, 2006